# 岩匙
岩匙（学名：Berneuxia thibetica），为岩梅科岩匙属下的一个植物种。